# Pokój van Gogha w Arles
Pokój van Gogha w Arles (hol. De slaapkamer, ang.  Vincent's Bedroom in Arles) – tytuł trzech niemal identycznych obrazów olejnych namalowanych przez holenderskiego artystę Vincenta van Gogha w 1888 i 1889 podczas pobytu w Arles (I wersja) i Saint-Rémy (II i III wersja). Pierwsza z wersji znajduje się od 1962 w Muzeum Vincenta van Gogha w Amsterdamie (Nr kat.: F 482, JH 1608), druga (od 1926) w Art Institute of Chicago w Chicago (Nr kat.: F 484, JH 1771) a trzecia (od 1959) w Musée d’Orsay w Paryżu (Nr kat.: F 483, JH 1793).
Oprócz trzech obrazów powstały również dwa szkice związane z tym tematem, zamieszczone przez van Gogha w listach do Paula Gauguina i brata Theo.
Obraz Pokój van Gogha w Arles (w oryginale dosł: Sypialnia van Gogha) to jedna z najbardziej znanych prac artysty. Żywe kolory, niezwykła perspektywa i znajoma treść sprawiają, że jest on nie tylko jednym z najbardziej znanych prac van Gogha, ale też zaliczanym przez niego samego do jego ulubionych dzieł.
Tematem zarówno obrazów, jak i szkiców, była sypialnia artysty w domu znanym jako "Żółty Dom", położonym przy placu Place Lamartine 2 w Arles. W otwartych z prawej strony drzwiach widać schody prowadzące na piętro; drzwi z prawej prowadziły do pokoju Gauguina. Pokój nie był prostokątny, ale miał kształt trapezu z kątem rozwartym z lewej strony ściany frontowej i ostrym – z prawej

## Pierwsza wersja obrazu

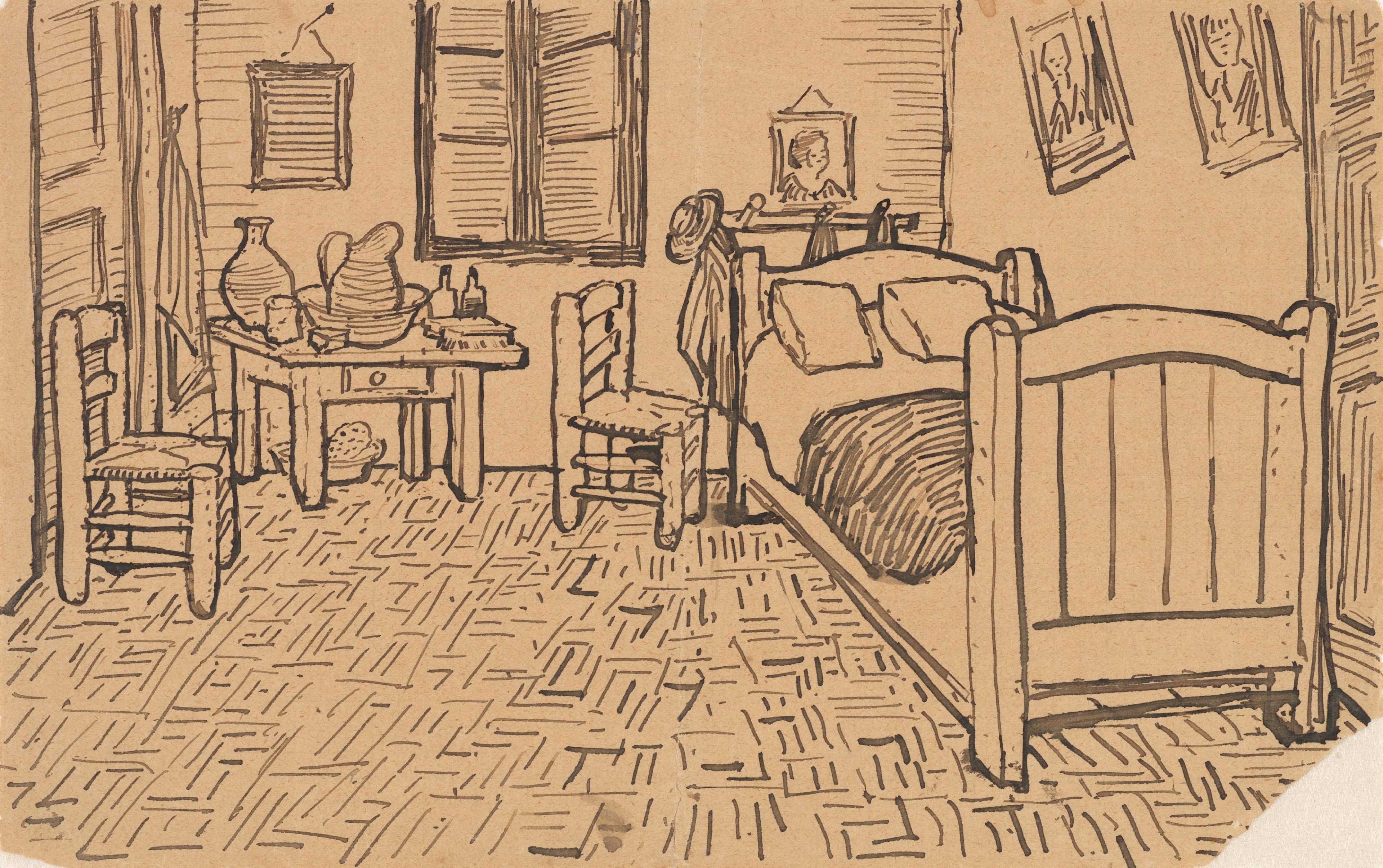
Szkic z listu do brata Theo z 16 października 1888, obecnie w zbiorach Muzeum Vincenta van Gogha.
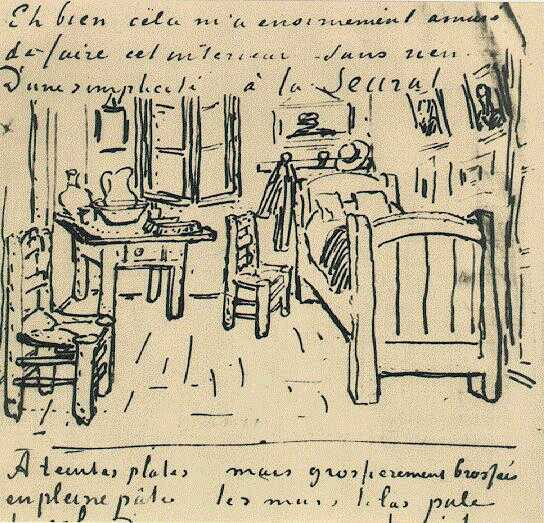
Szkic z listu do Gauguina z 17 października 1888, obecnie w zbiorach Pierpont Morgan Library w Nowym Jorku.

Vincent van Gogh rozpoczął prace nad obrazem w połowie października 1888 podczas pobytu w Arles; swój pomysł i sposób wykonania tak opisał w liście do brata dołączając odręczny szkic:
"Wreszcie mogę ci wysłać mały szkic, aby dać ci przynajmniej wyobrażenie o sposobie, w jaki ta praca będzie nabierała kształtów. Dziś znów czuję się dobrze. Moje oczy są nadal zmęczone, ale mam też nowy pomysł w głowie i tu jest jego szkic. Jeszcze jedna 30-ka. Tym razem będzie to po prostu moja sypialnia, tylko tu kolor ma decydować o wszystkim i nadawać, poprzez jego uproszczenie, większej wytworności przedmiotom kojarzącym się tu z odpoczynkiem lub w ogóle ze snem. Jednym słowem, patrzenie na ten obraz powinno dać umysłowi, czy raczej wyobraźni, odpoczynek. Ściany są bladofioletowe. Podłoga z czerwonych desek. Drewno łóżka i krzeseł ma kolor żółtego, świeżego masła, pościel i poduszka to bardzo jasna cytrynowa zieleń. Narzuta szkarłatna. Zielone okno. Toaletka pomarańczowa, miednica niebieska. Drzwi w kolorze bzu. I to wszystko – nic więcej – w tym pokoju ze spuszczonymi żaluzjami. Prostokątny kształt mebli raz jeszcze musi wyrażać niewzruszony odpoczynek. Portrety na ścianach, lustro i ręcznik i trochę ubrań. Rama, jako że nie ma bieli na obrazie, będzie biała. Wszystko to jako rodzaj zemsty za przymusowy odpoczynek, który tu musiałem mieć. Będę nad tym znów pracował cały dzień, ale widzisz jak prosty to pomysł. Cienie i półcienie są stonowane; jest to namalowane w dowolnych, jednolitych kolorach, jak japońskie odbitki"
Podobnie opisał obraz w napisanym dzień później liście do Gauguina, również zilustrowanym szkicem:
"Namalowałem, dla ozdoby, obraz (rozmiaru 30) mojej sypialni z meblami z białego drewna, którą znasz. Ogromnie się cieszę malując to nijakie wnętrze. O prostocie à la Seurat. Dowolnymi, jednolitymi kolorami, ale nakładanymi brutalnie, z grubym impastem na powierzchni, ściany bladofioletowe, podłoga w wyblakłej, przełamanej czerwieni, krzesła i łóżko w chromowej żółci, poduszki i pościel w bladocytrynowej zieleni, nakrycie w krwistej czerwieni, stolik pod miednicę pomarańczowy, miednica niebieska, okno zielone. Wiesz, za pomocą tych bardzo różnych odcieni chciałem wyrazić absolutny relaks, nie ma tu żadnej bieli, jedyny wyjątek to mały błysk rzucany przez lustro w czarnych ramach (...)"
W obu tych listach van Gogh umieścił szkice obrazu. W portretach znajdujących się na obrazie po prawej stronie przedstawił swoich przyjaciół: Eugène’a Bocha i Paul-Eugène’a Millieta.

## Druga wersja obrazu
W kwietniu 1889 van Gogh wysłał bratu wstępną wersję dzieła ubolewając, że została ona zniszczona. Theo zaproponował podszycie obrazu na nowo płótnem i odesłał do Vincenta w celu sporządzenia kopii. Vincent sporządził kopię we wrześniu tego samego roku i oba egzemplarze wysłał ponownie do brata.

## Trzecia wersja obrazu
O trzeciej wersji van Gogh wspomina w liście do brata z 28 września 1889:
"Wkrótce wyślę ci małe płótna z czterema czy pięcioma pracami, które chcę dać matce i naszej siostrze. Prace te właśnie schną, mają rozmiar od 10 do 12 i są to małe kopie “Pola zboża z cyprysami”, “Cyprysów”, “Oliwek”, “Żniwiarza” i “Sypialni” oraz mój mały autoportret"

## Obrazy w obrazie
Seria obrazów oraz szkiców z Sypialnią jest niezwykła z kilku powodów: jest ona jedynym przykładem, kiedy van Gogh cytuje na obrazie inne swoje obrazy, a także dlatego, iż przedstawiony pokój służył mu nie tylko jako sypialnia, ale jako studio. Van Gogh powiesił w "Żółtym domu" wiele swoich obrazów, które wówczas namalował. Jeśli chodzi o cytowane obrazy, to wszystkie wersje różnią się tu między sobą: 
- na szkicu znajdującym się w liście do brata zacytowane są następujące obrazy: nad łóżkiem – Portret matki artysty, na ścianie od lewej: Portret Eugene’a Bocha (prawdopodobnie) i obraz trudny do zidentyfikowania,
- na szkicu w liście do Gauguina: nad łóżkiem – Skały (prawdopodobnie), na ścianie od lewej: obraz trudny do zidentyfikowania i Portret Eugene’a Bocha (prawdopodobnie),
- Pokój van Gogha w Arles (wersja I): nad łóżkiem – Skały (prawdopodobnie), na ścianie od lewej: Portret Eugene’a Bocha i Portret Millieta.
- Pokój van Gogha w Arles (wersja II): nad łóżkiem – Skały (prawdopodobnie), na ścianie od lewej: Autoportret (prawdopodobnie) i obraz trudny do zidentyfikowania.
- Pokój van Gogha w Arles (wersja III): nad łóżkiem – obraz trudny do zidentyfikowania, na ścianie od lewej: Autoportret i portret siostry.

## Interpretacja
Swoje krzesło, które było w rzeczywistości białe, van Gogh zdecydował się namalować w kolorze żółtym, który kojarzył mu się ze słońcem, ciepłem i szczęściem. Również białym ścianom pokoju nadał kolor jasnofioletowy, bo ten lepiej korespondował z zielonym kolorem okna i żółtym łóżka. W wersji drugiej dzieła podłoga i łóżko namalowane zostały niespokojnymi liniami, wbrew założeniu, że obraz ma wywoływać uczucie spokoju dla umysłu i wyobraźni, w wersji trzeciej panuje natomiast nastrój wyczekiwania, jaki towarzyszył van Goghowi w związku ze spodziewanym przyjazdem do Arles Gauguina w październiku 1888. Malowidło symbolizuje nadzieję van Gogha na stworzenie w "Żółtym Domu" bazy dla kolonii artystów.
Pomimo założonej atmosfery spokoju mającej emanować z obrazu, ostateczny kształt dzieła nie wywołuje zapowiadanego efektu. Przedmioty stoją w stosunku do siebie w nieładzie, a każdy z nich wydaje się być odizolowany od pozostałych. Niepokojące są skrócenia przedmiotów, pochylona podłoga, jakby miała za chwilę runąć, ustawione skośnie meble (stolik z miednicą i krzesła), krzywo wiszące obrazki na ścianie. Ta dwuznaczna atmosfera tworzy widoczne napięcie między wewnętrzną tęsknotą van Gogha za bezpiecznym i przytulnym domem, której rzeczywistość nie była w stanie mu dać a osamotnieniem, poczuciem opuszczenia i wyobcowania, które było silniejsze.